# Арсеньев, Яков Арсеньевич
Яков Арсеньевич Арсеньев (1768, Бедарево, Московская губерния — 29 июня 1848, Кострома) — протоиерей Русской православной церкви кафедрального Успенского собора в Костроме.

## Биография
Родился в 1768 году в селе Бедарево Любимского уезда в семье священника.
По окончании Костромской духовной семинарии был направлен в Ярославскую семинарию для изучения наук, которые ещё не преподавались в Костроме; определён туда учителем и в течение двенадцати лет преподавал в семинарии латинский синтаксис, поэзию, риторику и философию. Кроме того, обучал воспитанников высших классов семинарии еврейскому языку и занимал другие должности в семинарии: в продолжение двух лет — библиотекарскую и четыре года состоял префектом семинарии. В 1788 году был причислен к дворянству Костромской губернии.
Был рукоположен епископом костромским Павлом (Зерновым) 8 февраля 1795 года во священника (младшего) в костромской Успенский собор; в 1797 году, оставив службу в семинарии, он был назначен ключарём собора; 14 марта 1804 года был возведён в сан протоиерея собора.
Пользуясь расположением и полным доверием местных архипастырей, Иаков Арсеньев занимал также различные должности по епархиальному управлению: так, в продолжение 36 лет состоял цензором проповедей всех костромских городских и многих уездных священников, 26 лет — членом духовной консистории, 11 лет (с 1812 по 1823 г.) — законоучителем в Смоленском кадетском корпусе, бывшем тогда в Костроме, и, кроме того, исполнял многие поручения начальства: в качестве депутата, увещателя, члена различных комитетов, учреждаемых правительством, назидательного пастыря в присоединении иноверцев к православной церкви, за выполнение которых получал всегда похвалы и благодарности.
В 1835 году, при упразднении кафедрального Троицкого собора, Арсеньев должен был место своё уступить протоиерею упраздненного собора, Даниилу Груздеву; но, за слабостью сил и преклонностью лет последнего, Арсеньев, в звании ключаря собора, продолжал нести обязанности протоиерея в течение пяти лет. В 1840 году, по смерти Груздева, Арсеньев вновь был назначен протоиереем Успенского, но уже кафедрального собора, обязанности которого и нёс до самой кончины, наступившей 29 июня (11 июля) 1848 года.
Досуги свои Арсеньев посвящал составлению проповедей и переводу с латинского языка на русский нравственного богословия. Два тома проповедей его были одобрены духовной цензурой и напечатаны под заглавием: «Поучительные слова, говоренные в костромском Успенском соборе и в других местах, костромского Успенского собора протоиереем и кавалером Иаковом Арсеньевым, бывшим в Смоленском кадетском корпусе, с 1813 г. по 1-е июля 1824 г., учителем закона, с приложением некоторых речей», М., 1828 г., и «Продолжение поучительных слов и речей» его же, M. 1837 г. Сочинение же его «Богословия нравственная, или Христианские наставления, в которых ясно и твердо доказаны должности христианина, в общественном или гражданском, в домашнем или церковном состоянии находящегося» (переведено с латинского, М. 1804 г.), было одобрено Св. Синодом и напечатано, по его распоряжению вторым изданием, причем переводчику было дано в награду 50 экземпляров его сочинения.
В конце 1819 года им также было составлено «Описание костромского Успенского собора» (СПб., 1820) (оно было напечатано сперва в «Отечественных записках» в 1819 году; затем дополнено и издано в 1829 году — Описание Костромского Успенского собора, составленное в 1829 году… и переиздано с исправлениями в 1837 году — Описание Костромского Успенского собора).
Ему же принадлежат, отдельно изданные и составляющие библиографическую редкость, два слова: 1) «Слово на торжественный день славного мира России с Оттоманскою Портою, празднованного во вторый день сентября 1793 г., говоренное в костромском Успенском соборе, риторики учителем, а нынешним префектом семинарии и философии учителем, Яковом Арсеньевым», Кострома 1794 г. (у Сопикова № 10.821); 2) «Слово при погребении преосвященного Евгения епископа костромского и галичского и ордена св. Анны 1-го класса кавалера, говоренное костромского Успенского собора протоиереем Иаковом Арсеньевым в кафедральном Ипатском соборе 1811 года, декабря 15-го дня», М., 1812 г. («Библиограф», 1885 г., № 1, стр. 30).